# Jürgen Pfefferkorn
Jürgen Pfefferkorn (* 14. August 1949) ist ein ehemaliger deutscher Fußballspieler. Für den FC Vorwärts Berlin/Frankfurt spielte er von 1969 bis 1975 in der DDR-Oberliga, der höchsten Spielklasse im DDR-Fußball. 1970 wurde er mit Vorwärts Berlin DDR-Pokalsieger.

## Sportliche Laufbahn
Bis 1967 spielte Jürgen Pfefferkorn für die Betriebssportgemeinschaft (BSG) Motor im thüringischen Schmölln, zuletzt in der fünftklassigen Kreisklasse. Mit Beginn der Saison 1967/68 begann er eine neunjährige Laufbahn als Armeefußballer beim Spitzenklub der Nationalen Volksarmee FC Vorwärts Berlin. Nach zwei Spielzeiten mit der 2. Mannschaft in der drittklassigen Stadtliga Ost-Berlin bestritt er in der Saison 1969/70 seine ersten Punktspiele für die 1. Mannschaft in der DDR-Oberliga. Außerdem wurde er in drei Spielen des Europapokals der Landesmeister eingesetzt. Im Pokalfinale 1970, das der FCV mit 4:2 über den 1. FC Lok Leipzig gewann, wurde er in der 79. Minute eingewechselt. Von 1969 bis 1970 bestritt er fünf Länderspiele für die DDR-Nachwuchsnationalmannschaft. Bis zur Saison 1974/75 kam Pfefferkorn für den FC Vorwärts auf insgesamt 83 Oberligaeinsätze, in denen er 19 Tore erzielte. Nachdem die 2. Mannschaft 1969 in die zweitklassigen DDR-Liga aufgestiegen war, absolvierte er dort bis 1974 14 Ligaspiele und schoss fünf Tore. Außerdem kam er noch in jeweils zwei Spielen im Europapokal der Pokalsieger (1970) und UEFA-Pokal (1973) zum Einsatz. Zum Beginn der Saison 1971/72 wurde er mit dem FC Vorwärts nach Frankfurt (Oder) umgesetzt.
Nachdem Jürgen Pfefferkorn 1975 aus der Armee entlassen worden war, schloss er sich dem DDR-Liga-Aufsteiger Motor Eberswalde an. In den Spielzeiten 1975/76 und 1976/77 bestritt er alle 44 DDR-Liga-Spiele, in denen er 15 Tore erzielte. Zur Saison 1977/78 kehrte er nach Ost-Berlin zurück und verhalf der BSG NARVA zum Aufstieg in die DDR-Liga. Dort fehlte Pfefferkorn 1978/79 nur bei einem der 22 Punktspiele und wurde mit seinen 13 Treffern Torschützenkönig der Mannschaft. Als die BSG NARVA nach einem Jahr wieder in die Bezirksliga (ehemals Stadtliga) absteigen musste, kehrte Pferrkorn nicht wieder in den landesweiten Fußballspielbetrieb zurück. Bis 1981 spielte er noch für NARVA in der Bezirksliga, danach war er noch für die BSG Autotrans und die BSG Außenhandel in der Ost-Berliner Bezirksklasse aktiv.